# Ferido em combate

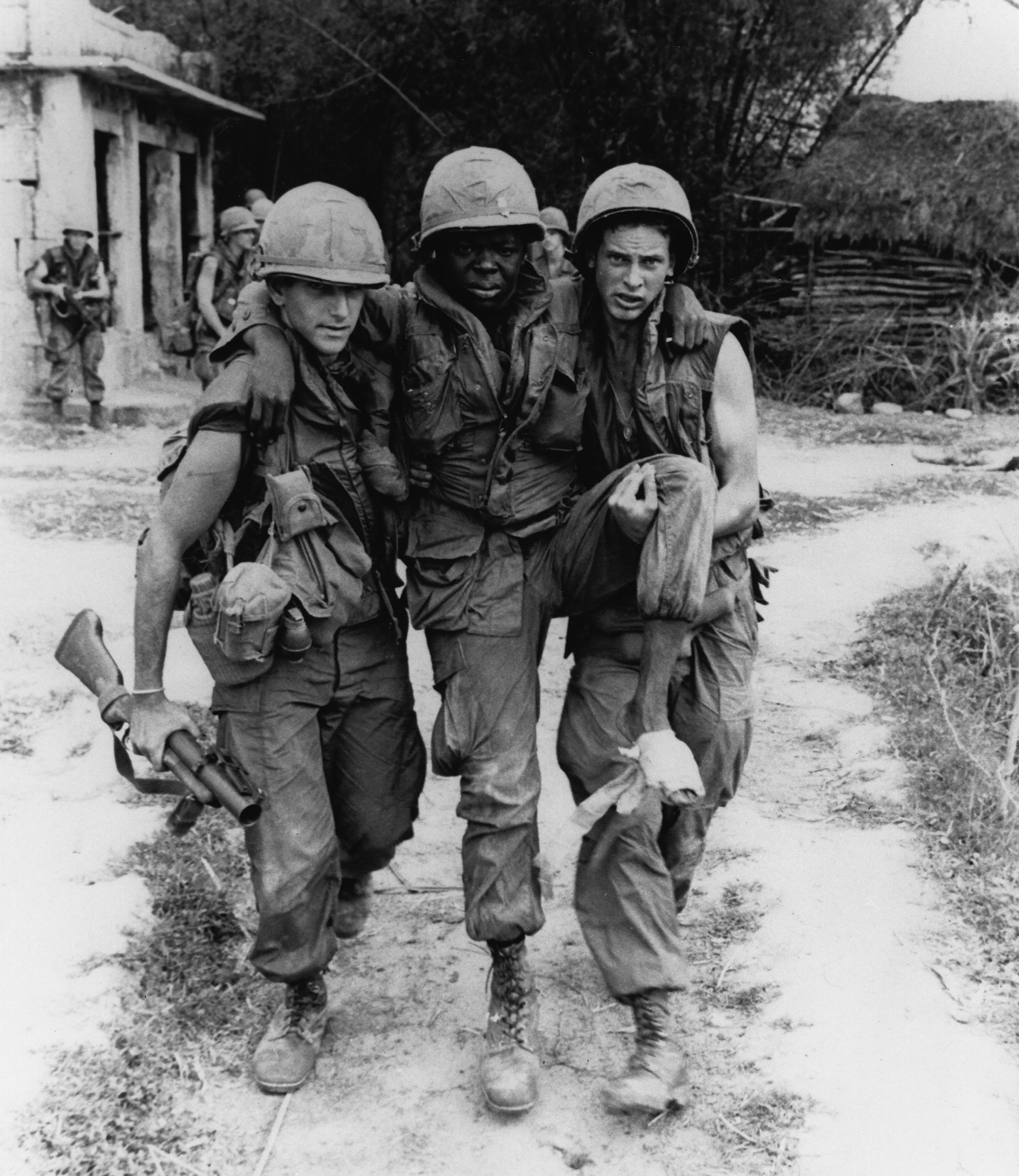
PFC Herbert L. Carter sendo evacuado após se ferir intencionalmente durante o massacre de Mỹ Lai em 1968

A expressão ferido em combate ou ferido em ação conhecido pela expressão em inglês:  wounded in action (WIA) é o termo utilizado para combatentes que foram feridos enquanto lutavam em uma zona de combate durante a guerra, mas não foram mortos. Normalmente, isso implica que eles são temporariamente ou permanentemente incapazes de portar armas ou continuar a lutar.
Geralmente, os feridos em ação são muito mais numerosos do que os mortos. Lesões comuns em combate incluem queimaduras de segundo e terceiro graus, ossos quebrados, ferimentos por estilhaços, ferimentos por armas de fogo, lesões cerebrais, lesões na medula espinhal, danos nos nervos, paralisia, perda de visão e audição, transtorno de estresse pós-traumático (TEPT) e perda de membros.

## Condecorações
Para os militares norte-americanos, tornar-se WIA geralmente resulta na posterior atribuição do "purple heart", pois o propósito da medalha em si (um dos maiores prêmios, militar ou civil, oficialmente concedido pelo governo americano) é reconhecer os mortos, incapacitado ou ferido em batalha. 
No Brasil, tornar-se WIA resulta na atribuição da condecoração militar da "Medalha Sangue do Brasil" caso o militar pertença ao Exército Brasileiro ou Marinha do Brasil. Já no caso da Força Aérea Brasileira, é atribuída a medalha "Cruz de Sangue".
Já em Portugal, o ferimento em combate pode resultar na atribuição da condeocração militar da "Medalha dos Feridos em Campanha". Sendo atribuida a militares de qualquer uma das forças do país.
|                            | Medalha Sangue do Brasil.jpg | Medalha feridos em campanha.png |
| Medalha do Coração Púrpuro | Medalha Sangue do Brasil     | Medalha dos Feridos em Campanha |
| -------------------------- | ---------------------------- | ------------------------------- |

## Definições da OTAN
Uma vítima de batalha que não tenha sido morta em ação que tenha sofrido uma lesão devido a um agente ou causa externa. O termo abrange todos os tipos de feridas e outras lesões incorridas em ação, quer haja uma perfuração do corpo, como em uma ferida penetrante ou perfurada, ou nenhuma, como na ferida contundente; todas as fraturas, queimaduras, concussões explosivas, todos os efeitos da guerra biológica e química, os efeitos da exposição à radiação ionizante ou qualquer outra arma ou agente destrutivo. 